# صداقت روشنفکری
صداقت روشنفکری (به انگلیسی: Intellectual honesty) یک روش کاربردی در گشودن مسئله با یک نگرش صادقانه و بی طرفانه است که می‌تواند به شیوه‌های مختلفی نشان داده شود:
- دخالت ندادن باورهای شخصی در جستجوی حقیقت.
- خودداری از حذف عامدانه و نادیده گرفتن حقایق و اطلاعات مربوط حتی زمانی که چنین چیزهایی ممکن است با فرضیه‌های پیشین ناهماهنگ و در تناقض باشد.
- ارائهٔ حقایق به شیوه‌ای بی طرفانه و به دور از تعصب و نه پیچیده که سبب برداشت گمراه‌کننده شود یا نشان دهندهٔ حمایت از یک دیدگاه بر دیگری باشد.
- منابع، و کارهای قبلی دیگران را به رسمیت شناخته و پاس داشته شوند و از سرقت ادبی اجتناب شود.

اخلاق‌شناس دانشگاه هاروارد لوئیس م گونین در توصیف «هستهٔ» صداقت روشنفکری می‌گوید: «بافضیلت کسی است که از فریب زمانی که انگیزه‌ای برای فریب کاری دارد اجتناب کند.»
مغالطهٔ عامدانه در بحث و استدلال؛ نادرستی (پاس نداشتن امانت‌داری) روشنفکری نامیده می‌شود.